# Aconopterus strandi
Aconopterus strandi är en skalbaggsart som beskrevs av Stefan von Breuning 1943. Aconopterus strandi ingår i släktet Aconopterus och familjen långhorningar. Inga underarter finns listade i Catalogue of Life.